# Llibre vermell de Montserrat

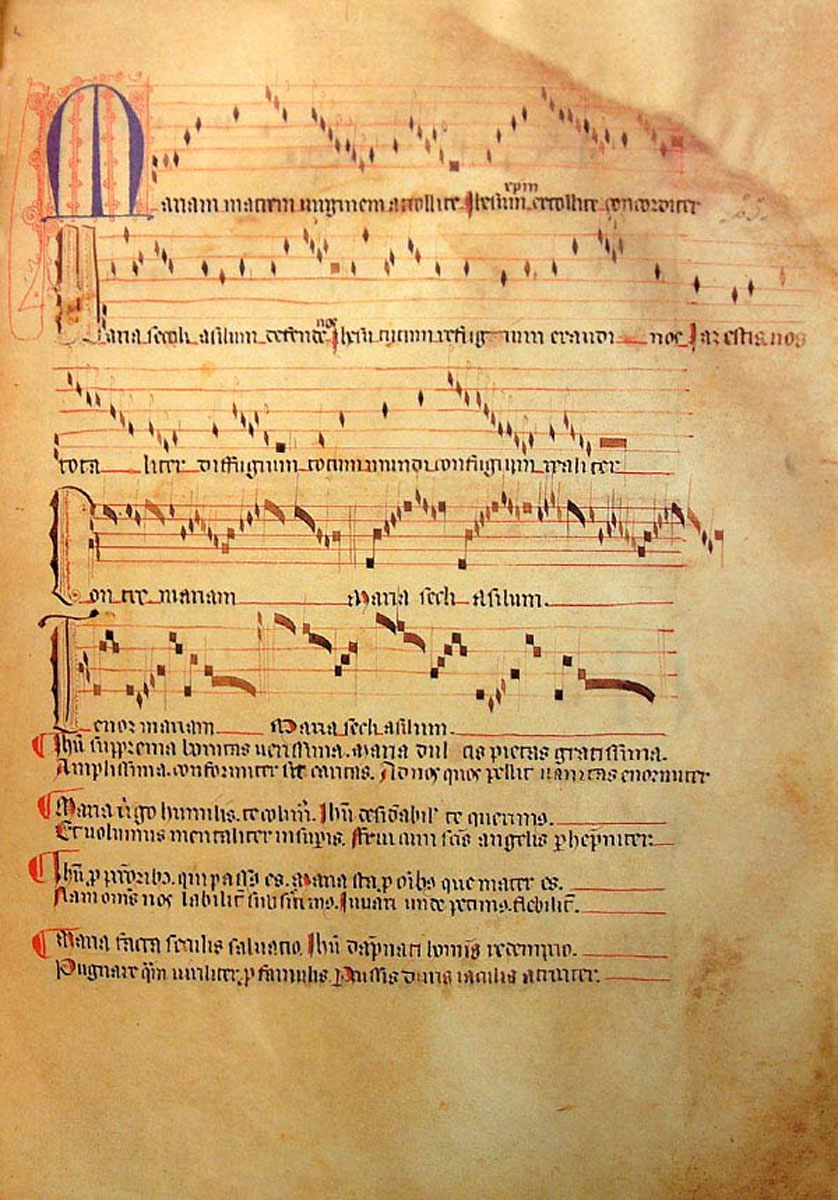
Píseň Mariam Matrem Virginem attolite (fol. 25^{r})

Llibre vermell de Montserrat (česky „Červená kniha z Montserratu“ – odvozeno od barvy vazby, dané knize v 19. století) je rukopisný kodex z konce 14. století (sestaven pravděpodobně roku 1399), jenž byl napsán a doposud je uchováván v benediktinském klášteře Montserrat v Katalánsku. Jazykem rukopisu je latina, katalánština a okcitánština.
Z původních 172 listů (folií) popsaných na obou stranách se 32 ztratilo. Většinu obsahu tvoří náboženské texty, na šesti listech se pak dochoval záznam celkem 10 písní, převážně mariánských, určených pro poutníky přicházející do Montserratu, aby se zde modlili a zpívali. Soudě podle stylu písní, považuje se za jisté, že byly složeny v dřívějších staletích (zejména 9. skladba souboru se hlásí svou, v době sepsání rukopisu již zastaralou, formou přinejmenším do období ars antiqua) a teprve až v tomto rukopise písemně zachyceny. 
Sbírka obsahuje tato hudební čísla:
1. píseň O Virgo splendens („Ó, Panno zářná“), fol. 21v – 22r
2. virelai/tanec Stella splendens („Zářící hvězda“), fol. 22r – 23r
3. píseň Laudemus Virginem („Chvalme Pannu“), fol. 23r
4. píseň Splendens ceptigera („Zářící vládkyně“), fol. 23r
5. balada/tanec Los set goytxs recomptarem („Povíme o sedmi radostech“), fol. 23v
6. tanec Cuncti simus concanentes („Zpívejme společně“), fol. 24r
7. virelai/tanec Polorum Regina („Královno nebes“), fol. 24v
8. virelai Mariam Matrem Virginem attolite („Marii, Matku Pannu, chvalte“), fol. 25r
9. motet Imperayritz de la ciutat joyosa / Verges ses par misericordiosa („Vladařko šťastného města“ / „Panno milosrdná“), fol. 25v – 26r
10. virelai Ad mortem festinamus („Spěcháme vstříc smrti“), fol. 26v

Především těmito záznamy písní se rukopis v moderní době proslavil, protože díky dochované notaci lze písně přezpívat a ty patří k často hraným ukázkám středověké hudby; zejména je oblíbená, popř. různě dále upravovaná 2. skladba souboru (Stella splendens).